# Basket Club Ferrara 2001-2002
Il Basket Club Ferrara 2001-2002, sponsorizzato Sinteco, ha preso parte al campionato professionistico italiano di Legadue.

## Verdetti
- Legadue:
  - stagione regolare: 8º posto su 14 squadre (17-19);
  - playoff: eliminazione ai quarti di finale contro Reggio Emilia (1-3).

## Roster
| Giocatori |
| --------- |

|    | Naz.                   | Ruolo | Sportivo               | Anno | Alt. | Peso |  |
| -- | ---------------------- | ----- | ---------------------- | ---- | ---- | ---- |  |
| 4  | Stati Uniti (bandiera) | C     | Venson Hamilton        | 1977 | 205  | 109  |  |
| 5  | Stati Uniti (bandiera) | PG    | Monty Mack             | 1977 | 191  | 89   |  |
| 6  | Italia (bandiera)      | A     | Massimiliano Spigaglia | 1978 | 200  | 97   |  |
| 7  | Italia (bandiera)      | P     | Paolo Calbini          | 1972 | 183  | 77   |  |
| 8  | Stati Uniti (bandiera) | A     | Terry Black            | 1978 | 196  | 94   |  |
| 10 | Italia (bandiera)      | P     | Daniele Biganzoli      | 1971 | 185  | 88   |  |
| 13 | Italia (bandiera)      | AC    | Paolo Monzecchi        | 1971 | 202  | 103  |  |
| 14 | Stati Uniti (bandiera) | AC    | Frantz Pierre-Louis    | 1976 | 203  | 116  |  |
| 20 | Italia (bandiera)      | G     | Gianluca Ghedini       | 1982 | 193  | 86   |  |

| Staff tecnico                     |
| --------------------------------- |
| Allenatore: Antonio Trullo        |
| dal 23 gennaio Alessandro Finelli |
| Assistente: Sergio Contini        |

| Giocatori acquisiti a stagione in corso |
| --------------------------------------- |

|    | Naz.                                       | Ruolo | Sportivo                           | Anno | Alt. | Peso |  |
| -- | ------------------------------------------ | ----- | ---------------------------------- | ---- | ---- | ---- |  |
| 16 | Italia (bandiera)                          | A     | Giovanni Marchetti dal 15 novembre | 1974 | 206  | 105  |  |
| 12 | Italia (bandiera)                          | G     | Franco Binotto dal 7 gennaio       | 1970 | 194  | 82   |  |
| 11 | Stati Uniti (bandiera)                     | C     | Nick Davis dal 18 gennaio          | 1976 | 207  | 100  |  |
| 11 | Stati Uniti (bandiera)                     | A     | Kevin Freeman dal 31 gennaio       | 1978 | 201  | 100  |  |
| 15 | Stati Uniti (bandiera) · Italia (bandiera) | AC    | John Ebeling dal 4 febbraio        | 1960 | 204  | 115  |  |

| Giocatori ceduti a stagione in corso |
| ------------------------------------ |

|    | Naz.                   | Ruolo | Sportivo                              | Anno | Alt. | Peso |  |
| -- | ---------------------- | ----- | ------------------------------------- | ---- | ---- | ---- |  |
| 11 | Stati Uniti (bandiera) | C     | Nick Davis fino al 31 gennaio         | 1976 | 207  | 100  |  |
| 16 | Italia (bandiera)      | A     | Giovanni Marchetti fino al 4 febbraio | 1974 | 206  | 105  |  |

Legaduebasket: Dettaglio statistico